# Eudrapa olivaria
Eudrapa olivaria är en fjärilsart som beskrevs av George Francis Hampson 1926. Eudrapa olivaria ingår i släktet Eudrapa och familjen nattflyn. Inga underarter finns listade i Catalogue of Life.